# Prorok
Proročica ili prorok (grč. profetas, hebr. nabi, akadski nabu) je osoba za koju se veruje da je u vezi sa natprirodnom silom ili božanstvom, i koja služi kao posrednim za otkrivanje određenih znanja ljudima.
 Poruka koju proroci prenose naziva se proročanstvo.
U biblijskom smislu prorok je čovjek kojega Bog izabire i u svoje ime šalje ljudima da im prenese njegovu poruku. Prorok se u biblijskom hebrejskom još zove i ro'eh i hozeh što znači „vidjelac“ ili „motritelj“. U grčkom jeziku prorok je „onaj koji govori u nečije ime“.
U kolokvijalnom smislu, prorokom se smatra osoba koja može gledati budućnost i pretkazivati ono što će se dogoditi.
Dok je u prošlosti ovaj termin predstavljao božijeg izaslanika, danas se on upotrebljava za ljude koji mogu da predvide situacije koje će uslediti.
Jedan od najpoznatijih proroka u islamskoj kulturi i muslimanskoj veri jeste Muhamed. On je smatran glasnikom Alaha (Boga u Islamu), koji je prenosio njegove poruke.